# Ioanna Karystiani
Ioanna Karystiani (griech. Ιωάννα Καρυστιάνη; * 8. September 1952 in Chania auf Kreta) ist eine griechische Schriftstellerin und Drehbuchautorin. Sie gilt als bedeutende Vertreterin griechischer Literatur der Gegenwart.

## Leben
Ioanna Karystiani wuchs in Chania auf Kreta als Kind kleinasiatischer Flüchtlinge auf. Sie studierte Rechtswissenschaften an der Universität Athen und gehörte zur Generation von Studenten, die in den frühen 1970er Jahren gegen die Griechische Militärdiktatur kämpften. Nach dem Studium machte sie sich als Cartoonistin einen Namen, unter anderem für die griechische kommunistische Zeitung Rizospastis (griech. Ριζοσπάστης) und die Zeitschriften Tetarto, Ena und Eikones. Sie drehte mehrere Dokumentarfilme, darunter ein Filmporträt über Christa Wolf. In den neunziger Jahren veröffentlichte sie erste Prosatexte.
Sie lebt in Athen und auf der griechischen Insel Andros und ist mit dem Filmregisseur Pantelis Voulgaris verheiratet. Sie haben zwei Kinder.

## Werk
Ihre schriftstellerische Tätigkeit begann sie 1995 mit dem Erzählband I kyria Kataki (dt.: Frau Kataki), bald darauf folgte ihr Debütroman Mikra Anglia (dt.: Kleines England), der sich monatelang auf den griechischen Bestsellerlisten hielt und mit dem griechischen Staatspreis für Literatur ausgezeichnet wurde. In deutscher Übersetzung veröffentlichte ihn der Suhrkamp Verlag 2001 unter dem Titel Die Frauen von Andros. Er erzählt eine tragische Familiensaga in den Jahren 1927 bis 1948 auf der Insel Andros, im Zentrum die unglückliche Geschichte zweier Schwestern, die denselben Mann, einen Seefahrer, lieben. Tilman Spreckelsen schrieb über den Roman, Ioanna Karystiani löse ein, „was Thornton Wilder 1930 mit seinem seltsam ortlosen Roman Die Frau aus Andros nicht leisten konnte: Sie macht aus der Kykladeninsel einen Ort der Literatur“.
Für ihren zweiten Roman Koustoumi sto choma, der 2003 unter dem Titel Schattenhochzeit erschien, wurde sie mit dem Diavaso-Literaturpreis der Athener Akademie ausgezeichnet. Ihr dritter Roman, der 2009 in der deutschen Übersetzung mit dem Titel Die Augen des Meeres herauskam, ist eine moderne Version der Odysseus-Sage mit neuer geschlechtlicher Rollenverteilung.
2013 kam die von Martin Scorsese produzierte Verfilmung ihres Romans Mikra Anglia in die Kinos, für die sie das Drehbuch schrieb. Regie führte ihr Mann Pantelis Voulgaris.

## Werke
Griechisch
- Με γκρι και γκρίζο – "Grau in grau", Verlag Aiolos, Athen 1987
- Ένα σκίτσο στο τσεπάκι – "Eine Skizze im Täschchen", Verlag Αίολος, Athen 1980
- Η κυρία Κατάκη – "Frau Kataki" – Kurzgeschichten, Verlag Kastaniotis, Athen 1995, ISBN 960-03-1345-8.
- Μικρά Αγγλία, "Klein England", Roman, Verlag Καστανιώτης, Athen 1997, ISBN 960-03-1780-1
- Κουστούμι στο χώμα, Verlag Καστανιώτης, Athen 2000, ISBN 960-03-2879-X
- Ο άγιος της μοναξιάς. Kastaniotis Editions, Athen 2003, ISBN 960-03-3544-3
- Νύφες. Kastaniotis Editions, Athen 2004, ISBN 960-03-3849-3
- Σουέλ. Kastaniotis Editions, Athen 2006, ISBN 960-03-4311-X
- Τα σακιά. Kastaniotis Editions, Athen 2010, ISBN 978-960-03-5185-9
- Καιρός σκεπτικός. Kastaniotis Edition, Athen 2011, ISBN 978-960-03-5404-1
- Το φαράγγι – "Die Schlucht". Kastaniotis Edition, Athen 2015, ISBN 978-960-03-5938-1

Übersetzungen
- Die Augen des Meeres. Übersetzt von Michaela Prinzinger. Suhrkamp, Frankfurt am Main 2009, ISBN 978-3-518-42104-8.
- Schattenhochzeit. Roman. Übersetzt von Michaela Prinzinger. Suhrkamp, Frankfurt am Main 2003 (= suhrkamp taschenbücher. Band 3702), ISBN 3-518-45702-0.
- Die Frauen von Andros. Roman. Übersetzt von Norbert Hause. Suhrkamp, Frankfurt am Main 2001, ISBN 3-518-41229-9.
- L’ isola dei gelsomini. Ins Italienische übersetzt von Maurizio de Rosa. Crocetti Editore, ISBN 88-8306-026-1
- II vestito in terra. Ins Italienische übersetzt von Maurizio de Rosa. Crocetti Editore.
- La petite Angleterre. Ins Französische übersetzt von Michel Volkovitch. Editions du Seuil, Paris 2002.

## Filmporträt
- Die Frauen der Seefahrer. Mit Ioanna Karystiani auf Kreta und Andros, ein Film von Vera Botterbusch, 45 Min., Bayerischer Rundfunk, Erstausstrahlung 2003[6]